# Owomucyna
Owomucyna (ang. ovomucin) – jedno z białek wchodzących w skład białka jaja kurzego. Pierwszy raz zostało wyizolowane w 1898 roku.
Jest sulfoglikoproteiną, czyli białkiem zawierającym zarówno odcinek cukrowy, jak i grupy sulfonowe. Stanowi ok. 3% białka jaja kurzego, ma punkt izoelektryczny w okolicach pH=4,5–5 i masę cząsteczkową 5,5–8,3 x 106.
Owomucyna pod mikroskopem elektronowym tworzy strukturę włóknistej sieci. Jest odporna na podgrzewanie. Nadaje charakterystyczną gęstość białku jaja kurzego.
Owomucyna jest inhibitorem hemaglutyniny, przez co hamuje zakażenie wirusem grypy, choć efekt ten nie występuje u osób chorych na cholerę, przy kontakcie owomucyny z trypsyną, czy hiperosmotycznym stężeniem NaCl.
Owomucyna jest także inhibitorem trypsyny.
Występuje w dwóch postaciach – alfa i beta. Różnią się między sobą m.in. masą cząsteczkową i udziałem procentowym poszczególnych aminokwasów.